# Blue Spirit
Blue Spirit est un producteur et un studio d'animation français créé en août 2004 par Éric Jacquot,. La société devient filiale de Newen Studios en 2017. En 2023, Olivier Lelardoux devient directeur général.
Le groupe produit et fabrique des séries et des longs métrages d’animation et intervient également comme producteur exécutif et/ou prestataire sur des projets portés par des producteurs français et étrangers.
L’intégralité des travaux, de la préproduction au montage image, s’effectue dans ses studios basés à Paris, Angoulême et Montréal avec leur pipeline de production.

## Blue Spirit Productions
Blue Spirit Productions est la filiale "production" du groupe Blue Spirit. Elle est dirigée par Armelle Glorennec entre 2006 et 2022, puis par Sylvie Mahé.
Depuis 2005, Blue Spirit Productions développe et produit des projets originaux ou adaptations pour la télévision et le cinéma.
Blue Spirit Productions a été récompensée par le prix « PROCIREP du producteur français de télévision », le prix du Producteur de l’Année en 2017 au CARTOON MOVIE, et le Trophée de l’animation du « FILM FRANCAIS » en 2022.
Côté séries, Blue Spirit Productions a produit le reboot de la série mythique Les Mystérieuses Cités d’Or (3 saisons), mais aussi des adaptations de littérature jeunesse comme Grabouillon (5 saisons), OVNI (2 saisons), et les adaptations de succès d’édition avec Les P'tites Poules ou plus récemment Splat & Harry (la série adaptée des albums jeunesse Splat le chat de Rob Scotton (éditions Nathan). La ligne de Blue Spirit Productions s’est enrichie de créations originales avec les deux séries Arthur & les enfants de la Table Ronde (2 saisons), et Alice and Lewis (2 saisons).
Côté cinéma, Blue Spirit Productions a abordé la production de longs-métrages en accompagnant des auteurs sur des propositions singulières, comme Le Tableau de Jean-François Laguionie (nommé aux César en 2012) suivi quelques années plus tard par Ma vie de Courgette du suisse Claude Barras (sélectionné à la Quinzaine des réalisateurs à Cannes en 2016, César 2017 du meilleur film d’animation et de la meilleure adaptation, primé aux Emile Awards et nommé aux Oscars, Golden Globes et BAFTA). La collaboration avec Jean-François Laguionie s’est poursuivie avec Le Voyage du prince, coréalisé avec Xavier Picard, sorti en décembre 2019.

## Blue Spirit Studio
Les studios de Blue Spirit sont situés à Angoulême, Montréal et Paris. En 2023, le remaniement de la direction du studio amène Camille Gérard comme DGA des studios.
Les studios fabriquent les projets initiés par Blue Spirit Productions, et ont fabriqués plus de 40 séries et films d’animation. Ils sont équipés de plus de 350 postes de travail.

## Filmographie

### Productions principales

#### Séries télévisées d’animation
- 2006-2016 : Grabouillon
- 2009 : Le Monde de Pahé
- 2009-2012 : OVNI
- 2012 : Les P'tites Poules
- 2012-2021 : Les Mystérieuses Cités d'or (suite de la série originale de 1982)
- 2012 : Émilie (seconde version en 3D)
- 2018 : Arthur et les enfants de la table ronde
- 2019-2023 : Alice and Lewis
- 2021 : Splat & Harry
- 2023 : Blue Eye Samurai
- 2024 : Mille Bornes Challenge
- À venir : Les Borrowers
- À venir : Les 4 de Baker Street

#### Téléfilms d’animation
- 2010 : L'Incroyable Noël de Grabouillon (deux spéciaux de 26 minutes)
- 2013 : Grabouillon et le trésor du Capitaine Nem'os  (deux spéciaux de 26 minutes)

#### Longs métrages d’animation
- 2011 : Le Tableau de Jean-François Laguionie[11]
- 2016 : Ma vie de Courgette de Claude Barras[12],[13],[14]
- 2019 : Le Voyage du prince de Jean-François Laguionie[15]

### Participations
Les séries et films suivants ne sont pas réalisés par Blue Spirit mais le studio a pris part à leur développement, par exemple pour de la préproduction, de l’animation additionnelle, du rendu, du compositing ou du montage.
- Kirikou et la Sorcière
- Les Triplettes de Belleville
- Le Chien, le Général et les Oiseaux
- L'Île de Black Mór
- Ponpon
- Blaise le blasé
- SamSam
- Brendan et le Secret de Kells
- Lulu Vroumette
- Kaeloo
- Ernest et Célestine[16]
- Les Grandes Grandes Vacances
- Les Chroniques de Zorro
- T'choupi
- Martine
- Ernest et Célestine, la collection
- Nos voisins les pirates
- Pachamama
- Mini Ninjas
- Oum le dauphin blanc (saison 1)
- Runes
- Gigantosaurus saisons 1 à 3
- Happos
- Tom Sawyer
- Kikoumba
- Jean-Michel, Super Caribou